# Черето Алто (Мачерата)
Черето Алто (итал. Cerreto Alto) насеље је у Италији у округу Мачерата, региону Марке.
Према процени из 2011. у насељу је живело 21 становника. Насеље се налази на надморској висини од 598 м.